# La buena vida (película de 1996)
La buena vida es una película española dirigida por David Trueba.

## Ficha artística
- Fernando Ramallo (Tristán)
- Lucía Jiménez (Lucía)
- Luis Cuenca (Abuelo)
- Isabel Otero (Isabel)
- Joel Joan (Claudio)
- Vicky Peña (Madre)
- Jordi Bosch (Padre)
- Eloi Yebra (Félix)
- Elda Dessel

## Sinopsis
Tristán queda huérfano y debe tomar la decisión de ir a vivir con su tía, que fue amante de su padre, o ingresar en un centro de acogida.

## Producción
Entre las localizaciones de rodaje se encuentran los distritos madrileños de Retiro, Tetuán y Carabanchel.

## Palmarés cinematográfico

### XI edición de los Premios Goya
| Categoría               | Persona       | Resultado |
| ----------------------- | ------------- | --------- |
| Mejor director novel    | David Trueba  | Candidato |
| Mejor actor de reparto  | Luis Cuenca   | Ganador   |
| Mejor actriz revelación | Lucía Jiménez | Candidato |
| Mejor guion original    | David Trueba  | Candidato |